# Hexatoma (Eriocera) omeiana
Hexatoma (Eriocera) omeiana is een tweevleugelige uit de familie steltmuggen (Limoniidae). De soort komt voor in het Palearctisch gebied.